# Auxant
Auxant település Franciaországban, Côte-d’Or megyében. Lakosainak száma 83 fő (2022. január 1.). Auxant Painblanc, Bessey-la-Cour, Veilly, Vic-des-Prés és Culètre községekkel határos.

## Népesség
A település népességének változása:
| Lakosok száma | 68   | 54   | 44   | 53   | 70   | 68   | 74   | 78   | 79   | 83   |
|               | 1968 | 1982 | 1990 | 2006 | 2013 | 2015 | 2017 | 2019 | 2020 | 2022 |